# Прохачево
Прохачево (рос. Прохачево) — присілок Гагарінського району Смоленської області Росії. Входить до складу Ашковського сільського поселення.